# Centrale Bank van Suriname

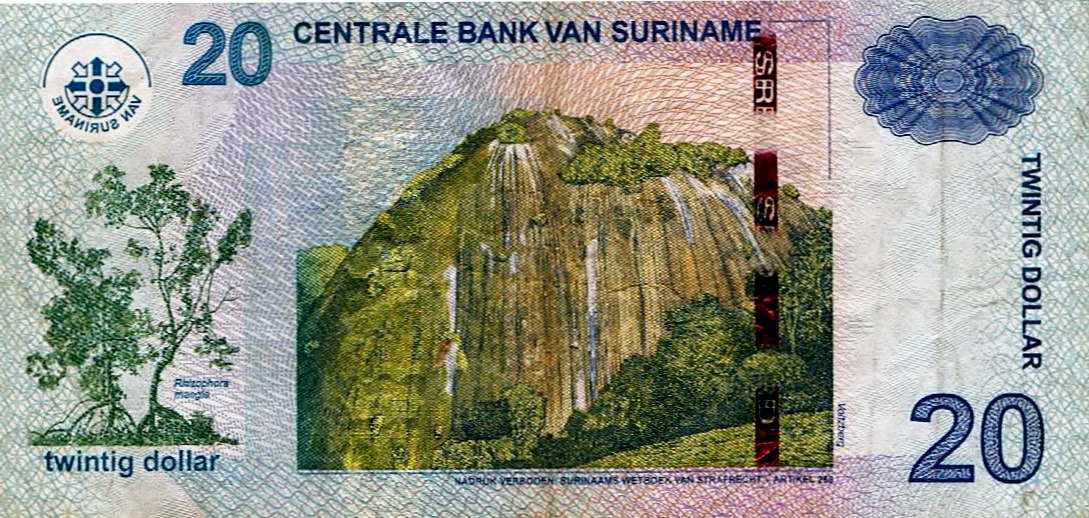
Een door de Centrale Bank van Suriname uitgegeven biljet van 20 SRD

De Centrale Bank van Suriname (CBvS) is de hoogste monetaire autoriteit van Suriname. De bank werd op 1 april 1957 opgericht en is gevestigd aan de Waterkant in Paramaribo. Tot 1957 fungeerde De Surinaamsche Bank (DSB), destijds dochterbedrijf van de Nederlandsche Handel-Maatschappij, als circulatiebank van Suriname.
Als hoogste monetaire autoriteit is de bank het leidende instituut aangaande monetaire en economische zaken in Suriname. Als centrale bank is de CBvS belast met het in omloop brengen van Surinaams geld. Daarnaast bewaart de bank de internationale valuta- en goudreserves om te voldoen aan de buitenlandse betalingsverplichtingen van Suriname.

## Taken
De taken van de Centrale Bank zijn vastgelegd in de Bankwet van 1956. Net zoals andere centrale banken is het de hoogste monetaire autoriteit van het land. De taken van de bank bestaan uit:
- Het bevorderen van de stabiliteit in de waarde van de geldeenheid van Suriname;
- Het verzorgen van de geldomloop in Suriname, voor zover uit bankbiljetten bestaande, alsmede het vergemakkelijken van het girale betalingsverkeer;
- Het bevorderen van de ontwikkeling van een gezond bank- en kredietwezen in Suriname;
- Het uitoefenen van toezicht op het bank- en kredietwezen, het pensioen- en assurantiewezen, het geldwisselverkeer en op het overmakingenverkeer van financiële middelen van en naar het buitenland, een en ander op voet van de daarvoor geldende wettelijke regelingen; het toezicht richt zich mede op de integriteit van de instellingen werkzaam in deze sectoren en subsectoren;
- Het bevorderen en vergemakkelijken van het betalingsverkeer van Suriname met het buitenland;
- Het bevorderen van een evenwichtige sociaal-economische ontwikkeling in Suriname.

## Organisatie
De Centrale Bank wordt geleid door de governor (president van de centrale bank). De governor wordt voor een termijn van 5 jaar aangesteld door de president van Suriname en rapporteert aan de Raad van Commissarissen van de Centrale Bank. Samen met de directeuren van de bank vormt de governor het dagelijks bestuur. De directeuren staan aan het hoofd van een directoraat. In 2016 zijn de activiteiten verdeeld over drie directoraten:
- Directoraat bankbedrijf en bancaire zaken
- Directoraat monetaire zaken en economische aangelegenheden
- Directoraat toezicht kredietwezen

Onder de directoraten vallen verschillende afdelingen die te maken hebben met de kerntaken van de bank. Daarnaast zijn er nog ondersteunende afdelingen zoals personeelszaken en juridische zaken. Bij de CBvS werken ongeveer 400 mensen.

## Kennis
De Centrale Bank heeft twee instituten om kennis te verspreiden, namelijk het Numismatisch Museum van de Centrale Bank van Suriname (in een pand achter de bank) en de Bibliotheek van de Centrale Bank van Suriname (naast de bank).

## Presidenten
Hieronder volgt een chronologische lijst van governors:
- Rudolf Groenman — 1 april 1957 - oktober 1961
- Victor Max de Miranda — juli 1963 - december 1980
- Jules Sedney — december 1980 - januari 1983
- Henk Goedschalk — januari 1985 - januari 1994
- André Telting — maart 1994 - december 1996
- Henk Goedschalk — januari 1997 - augustus 2000
- André Telting — september 2000 - augustus 2010
- Gillmore Hoefdraad - september 2010 - augustus 2015[3]
- Glenn Gersie — februari 2016 - februari 2019[4]
- Robert-Gray van Trikt — 1 maart 2019 - 21 januari 2020
- Maurice Roemer — 22 februari 2020 - heden (naar planning: 2032)[5]

Op 12 februari 2019 kreeg governor Glenn Gersie onverwacht zijn ontslag. In de week ervoor had de regering nog hardnekkig ontkend dat Gersie weg zou moeten. Onder zijn leiding was de wisselkoers van de Surinaamse dollar In de twee jaar ervoor zeer stabiel. Robert-Gray van Trikt startte per 1 maart 2019 officieel als governor van de Centrale Bank.
In januari 2020 vroeg de leiding van de CBvS het Openbaar Ministerie onderzoek te doen naar mogelijke onrechtmatige handelingen door de inmiddels ontslagen Van Trikt. Volgens de minister van Financiën Gillmore Hoefdraad had hij te hoge factureren voor auto’s ingediend, leningen geantedateerd en was er sprake van belangenverstrengeling tussen het privéaccountantskantoor van Van Trikt en de bank. Korte tijd later werd hij vastgezet.
Maurice Roemer volgde hem op. Hij heeft ervaring in de financiële sector als directeur van Self Reliance en president-commissaris van de Hakrinbank. Hij werd voorgedragen door de Surinaamse Bankiersvereniging, de Vereniging Surinaams Bedrijfsleven en de Associatie van Surinaamse Fabrikanten. Zijn benoeming vond plaats op 22 februari 2020. Zijn termijn zou eerst lopen tot 2026. President Chan Santokhi verlengde in de ministerraad op 20 februari 2025 deze periode echter met zeven jaar. De benoeming van deze functie viel in de kabinetsformatie van 2025 toe aan de NPS, maar NPS-leider Gregory Rusland besloot deze functie niet voor zijn partij op te eisen.

## Nationale Risico Analyse
Tijdens de regeringen-Bouterse I en II (2010-2020) liep Suriname voortdurend achter de feiten aan met het aannemen van verplichte wetgeving tegen witwassen en terrorismefinanciering. Al in 2012 dreigde een plaats op de zwarte lijst van de Caribbean Financial Action Task Force (CFATF) en in 2014 en 2016 raakte Suriname opnieuw in de risicozone. In dat laatste jaar deelden zowel de CFATF als de mondiale FATF een publieke waarschuwing uit. In de tweede helft van de jaren 2010 stelde de CFATF de Nationale Risico Analyse over 2019-2020 verplicht. Suriname kwam uit het onderzoek als een medium tot high risk land dat te weinig deed in het tegengaan van witwassen, corruptie, terrorismefinanciering en de verspreiding van wapens (proliferatie). De hoogste dreiging vormde de rol van Suriname als doorvoerland van drugs, omdat hiermee andere criminele activiteiten gefinancierd kunnen worden. In september 2023 maakte de regering-Santokhi geld vrij voor een tweede Nationale Risico Analyse, voor een update van de situatie.

## Bankroof[21][22][23]
Begin 2020 kwam naar buiten dat de CBvS zo'n 100 miljoen dollar van de kasreserves van de commerciële banken heeft gebruikt voor overheidsuitgaven, zonder dat de banken hiervan afwisten. De banken werden in 2019 verplicht een deel van hun buitenlandse valutareserves bij de centrale bank te stallen. Het geld zou op ‘gezamenlijke’ buitenlandse rekeningen van de CBvS en de banken worden gestald en mag alleen gebruikt worden als banken en CBvS daar samen toestemming voor geven. Het geld is echter gebruikt op de valutamarkt, om schulden af te lossen en om importgoederen te betalen. Minister van Financiën, Hoefdraad, stelde dat de CBvS kasreserves volgens eigen inzichten mag aanhouden. De banken hebben nu een vordering op de Surinaamse overheid die financieel zwak staat door hoge uitgaven en een hoge staatsschuld. Na het aantreden van het kabinet-Santokhi bleek dat Hoefdraad en Bouterse de publicatie van de jaarverslagen zes jaar lang hadden verboden, ondanks dat het publiceren wettelijk verplicht is. Pas in januari 2022, tijdens de regering-Santokhi, werden de jaarverslagen van 2016 tot en met 2018 gepubliceerd.
In 2021 en 2022 liepen er strafzaken tegen twee voormalige governors van de CBvS, Gillmore Hoefdraad (tevens oud-minister van Financiën) en Robert-Gray van Trikt. In juli 2021 werd voor Van Trikt 12 jaar celstraf geëist plus een boete van SRD 500.000 subsidiair 18 maanden hechtenis. Zijn zakenpartner Ashween Angnoe riskeert vijf jaar celstraf en een boete van SRD 150.000 subsidiair 12 maanden hechtenis. Het Openbaar Ministerie vraagt ook de verbeurdverklaring van Orion Capital Investments NV. Volgens de hoofdofficier van justitie heeft Van Trikt door zijn handelingen bij de CBvS het vertrouwen in publieke functionarissen van financiële instellingen ernstig geschaad. Op 1 februari 2022 werd van Trikt veroordeeld tot acht jaar gevangenisstraf en een boete van SRD 500.000 (ruim 21.000 euro). Hij heeft volgens de rechter geld witgewassen, verduisterd en zich schuldig gemaakt aan valsheid in geschrifte. Ashween Agnoe kreeg vier jaar cel opgelegd en werd in oktober 2022 vrijgelaten na twee derde van de start uit te hebben gezeten. In november 2022 werden Van Trikt en Kromosoeto vrijgelaten, Van Trikt omwille van humanitaire (medische) gronden en Kromosoeto wegens strafvermindering.
In januari 2022 maakte president Chan Santokhi een werkbezoek aan de Centrale Bank. Tijdens dit bezoek maakte hij publiek dat de machtspositie van de governor ingeperkt zou worden.